# Van Engelen
Van Engelen is een van oorsprong Nederlandse achternaam. De naam is ontstaan uit het toponiem Engelen, en duidt op herkomst uit dit dorp in de provincie Noord-Brabant.

## Personen
Bekende naamdragers zijn:
- Adne van Engelen (1993), Nederlands wielrenner
- Adrie van Engelen (1918-1999), Nederlands burgemeester
- Gerrit Abraham van Engelen (1891-1982), Nederlands burgemeester
- Gert van Engelen (1952), Nederlands journalist
- Louis van Engelen (1856-1941), Belgisch kunstschilder
- Marcel van Engelen (1971), Nederlands journalist
- Ton van Engelen (1950), Nederlands voetballer
- Vincent van Engelen (1947), Nederlands presentator
- Yvo van Engelen (1985), Nederlands voetballer

## Overig
De naam komt ook voor bij:
- Klavers van Engelen, Nederlands kledingmerk
- Muziekinstrumenten van Engelen, Belgische blaasinstrumentenfabrikant